# Baureihe 401
De Baureihe 401, ook wel ICE 1 genoemd, is een elektrische hogesnelheidstrein voor het langeafstands-personenvervoer van de DB Fernverkehr. Een trein bestaat uit een motorwagen van het type 401.0, oorspronkelijk 12 tussenwagens (max. 14 tussenwagens) van het type Br 801, Br 802, Br 803, Br 804 en een motorwagen van het type 401.5. Vanaf 2019 werden ze omgebouwd naar 9 tussenwagens.

## Geschiedenis
De opdracht voor de ontwikkeling van de ICE-motorwagens werd in maart 1986 openbaar gemaakt, tegen het eind van het jaar waren de opdrachten vergeven. In september 1987 bestelde de Deutsche Bundesbahn 82 motorwagens. Daarvan waren alleen de tien op 13 januari 1987 door minister van verkeer Werner Dollinger toegezegde treinstellen zeker.
Op 13 juli 1988 stemde het Bundesverkehrsministerium in met de daadwerkelijke aanschaf van 41 treinstellen. Het formele contract voor de opdracht volgde op 20 januari 1989. De eerste motorwagen zou augustus 1989 geleverd worden, de testfase moest voorjaar 1990 ingaan. De aanschafprijs per motorwagen was destijds 8,7 miljoen D-Mark.
Eind juli 1990 bestelde de Bundesbahn nog eens 19 treinstellen. Deze treinstellen werden ook geschikt gemaakt voor het verkeer in Zwitserland. Zij maakten ICE-verkeer over Basel en Bern naar Interlaken en Zürich mogelijk. De levering van de nabestelling liep vanaf de herfst van 1991.
De serieproductie van de motorwagens begon herfst 1988. De eerste motorwagen werd op 26 september 1989 door Krauss-Maffei in München aan de Bundesbahn overgedragen. In april 1991 was de levering van de eerste 41 treinstellen voltooid. In het voorjaar 1990 waren ook de eerste motorwagens (401 015 en 401 515) met voorzieningen voor het verkeer naar Zwitserland gereed. Deze werden later vervangen door treinen van de tweede serie.

## Constructie en techniek
Het treinstel is opgebouwd uit een aluminium frame.
De motorwagen bestaat uit een bestuurders- en een machineruimte. De bestuurdersruimte bevat een plaats voor de machinist met primaire bedieningselementen, een bijrijdersplaats en achter de machinist een paneel met secundaire bedieningselementen. De machineruimte bevat - aan weerszijden van een middengang, die van een deur in de cockpit naar de achterste (in bedrijf zelden gebruikte) uitgang van de motorwagen loopt - de motoren en aggregaten.
Beide draaistellen zijn aangedreven. Het actief vermogen van elk van de vier uitwendig geventileerde motoren ligt op 1.250 kW, het UIC-normvermogen van een motorwagen bedraagt 4.800 kW, het grootste koppel ligt op 200 kN. Het aandrijfsysteem komt overeen met het in de DE 2500 en de InterCityExperimental geteste principe van de driefasige asynchrone motor, die bij de ICE 1 samen met de aandrijving en de remmen tussen het draaistel en het chassis opgehangen zijn. De motorwagens zijn een directe doorontwikkeling van de locomotieven van Baureihe 120.
De motorwagens van de eerste serie waren voorzien van omvormers met thyristoren. Vanaf de tweede serie werd gebruikgemaakt van GTO's die verantwoordelijk zijn voor de karakteristieke "melodie" bij het wegrijden. Het gewicht van de motorwagens daalde door het gebruik van de GTO's met ruim twee ton. 
Later zijn zowel de thyristor- als GTO-omvormers vervangen door IGBT-omvormers van ABB, met als enige uitzonderingen de 401 006 en 401 051. 
De capaciteit van de transformatoren is ongeveer 7,6 MVA. De transformatoren hebben een normcapaciteit van 5,2 MVA, waarvan 4,5 MVA voor tractie en 700 kVA voor verwarming, airconditioning en andere hulpsystemen beschikbaar is. De wieldiameter loopt van 1.040 mm (nieuw) tot 950 mm (afgesleten).
De motorwagens hebben aan de voorkant een Scharfenbergkoppeling, die met een klep is afgedekt en uitsluitend voor het verslepen gebruikt wordt. In tegenstelling tot de andere ICE-treinstellen is een koppeling van ICE 1-treinstellen niet voorzien.

De motorwagens van de ICE 2 (Baureihe 402) zijn te combineren met de tussenwagens van de ICE 1 en worden bij materieelgebrek dan ook samen met ICE 1-treinstellen ingezet. Bij het bestellen van de ICE 2-treinstellen werden ook twee motorwagens voor de ICE 1 besteld (402 045 en 402 046).
De voor het verkeer naar Zwitserland bedoelde motorwagens zijn door middel van een tweede stroomafnemer volgens Zwitserse norm en het Zwitserse treinbeïnvloedingssysteem Integra-Signum voor het bedrijf in Zwitserland toegerust.
De motorwagens 401 0xx worden normaal gesproken gekoppeld met een eersteklasrijtuig, de motorwagen met nummer 401 5xx aan een rijtuig van de tweede klasse.

### Namen
De DB Fernverkehr heeft de volgende namen op de treinen geplaatst:
- Tz101: Gießen
- Tz104: Mühldorf am Inn
- Tz105: Offenbach am Main
- Tz106: Itzehoe
- Tz107: Plattling
- Tz108: Lichtenfels
- Tz109: Aschaffenburg
- Tz110: Gelsenkirchen
- Tz111: Neurenberg
- Tz112: Memmingen
- Tz113: Frankenthal (Palts)
- Tz114: Friedrichshafen
- Tz115: Regensburg
- Tz116: Pforzheim
- Tz117: Hof
- Tz119: Osnabrück
- Tz120: Lüneburg
- Tz152: Hanau
- Tz153: Neumünster
- Tz154: Flensburg
- Tz155: Rosenheim
- Tz156: Heppenheim (Bergstraße)
- Tz157: Landshut
- Tz158: Gütersloh

- Tz159: Bad Oldesloe
- Tz160: Mülheim an der Ruhr
- Tz161: Bebra
- Tz162: Geisenheim/Rheingau
- Tz166: Gelnhausen
- Tz167: Garmisch-Partenkirchen
- Tz168: Crailsheim
- Tz169: Worms
- Tz171: Heusenstamm
- Tz172: Landshut
- Tz174: Zürich
- Tz176: Bremen
- Tz177: Bazel
- Tz178: Bremerhaven
- Tz181: Interlaken
- Tz182: Rüdesheim am Rhein
- Tz183: Timmendorfer Strand
- Tz184: Bruchsal
- Tz185: Freilassing
- Tz187: Fulda
- Tz188: Hildesheim
- Tz189: Castrop-Rauxel
- Tz190: Ludwigshafen am Rhein

### Rijtuigen
Totaal aantal ICE rijtuigen is 720. Deze zijn verdeeld in de volgende series:
- 138 wagens van het type Avmz 801, 1 klas
- 60 wagens van het type Avmz 801.8, 1 klas + telefooncel
- 376 wagens van het type Bvmz 802, 2 klasse
- 26 wagens van het type Bvmz 802.9, 2 klasse, van ICE 2 met luchtvering
- 60 wagens van het type BSmz 803, 2 klasse met speciale afdeling (Servicewagen)
- 60 wagens van het type WSmz 804, restauratiewagen met restaurant en bistro

In 1994 werd de luchtvering van de Bvmz 802.9 uitgeschakeld.

### Nummers
Het nummer van Tz101 is opgebouwd uit het treinstel 401 x01

#### 1e serie
- Tz101: 401 001 + ...... + 401 501
- Tz120: 401 020 + ...... + 401 520

#### 2e serie
- Tz151: 401 051 + ..... + 401 551
- Tz171: 401 071 + ..... + 401 571

De volgende treinen zijn geschikt voor bepaalde trajecten in Zwitserland.
- Tz172: 401 072 + ..... + 401 572
- Tz190: 401 090 + ..... + 401 590

#### Extra
- Tz1xx: 402 045 + ..... + 402 046

Deze treinen waren oorspronkelijk voor de ICE 2 bestemd.

#### Ongevallen
De Tz151 is op 3 juni 1998 bij het ongeluk in Eschede grotendeels verloren gegaan. Het motorrijtuig (401 051) hiervan is later ingezet in Tz119, waarvan het motorrijtuig was uitgebrand.
Op 2 mei 2006 botste de Tz 173 te Thun op een tweetal locomotieven van de BLS serie Re 465.
Op dit moment zijn de volgende motorwagens door schades voor onbekende tijd buiten gebruik: 401 573, 401 020 en de 401 551.

#### UIC nummers
De treinen worden voorzien van de volgende UIC nummers:
401 001-3 is vernummerd in: 93 80 5401 001-3 D-DB. In het nummer blijft het oorspronkelijk type en controle cijfer gelijk.

## Foto's

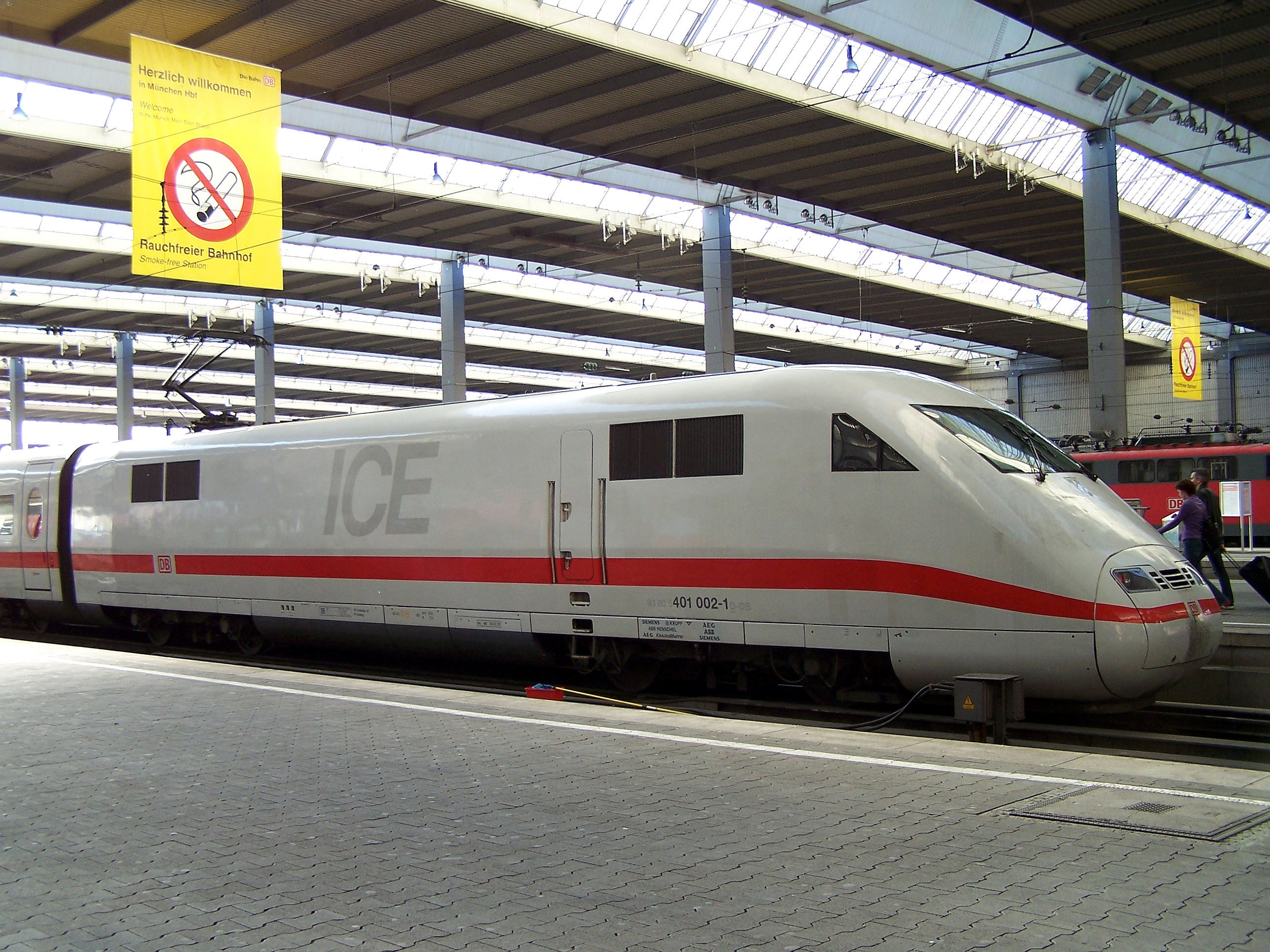
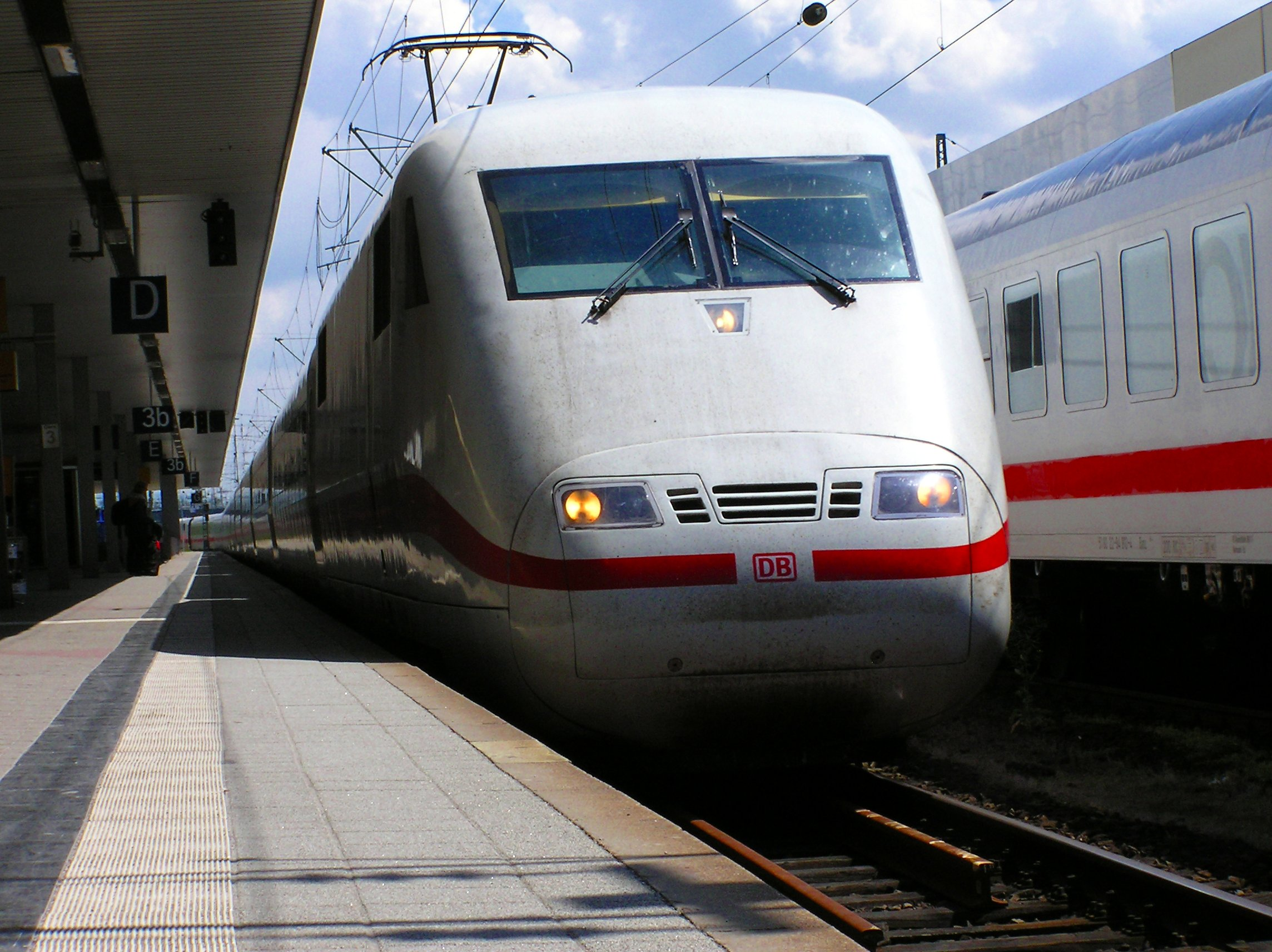
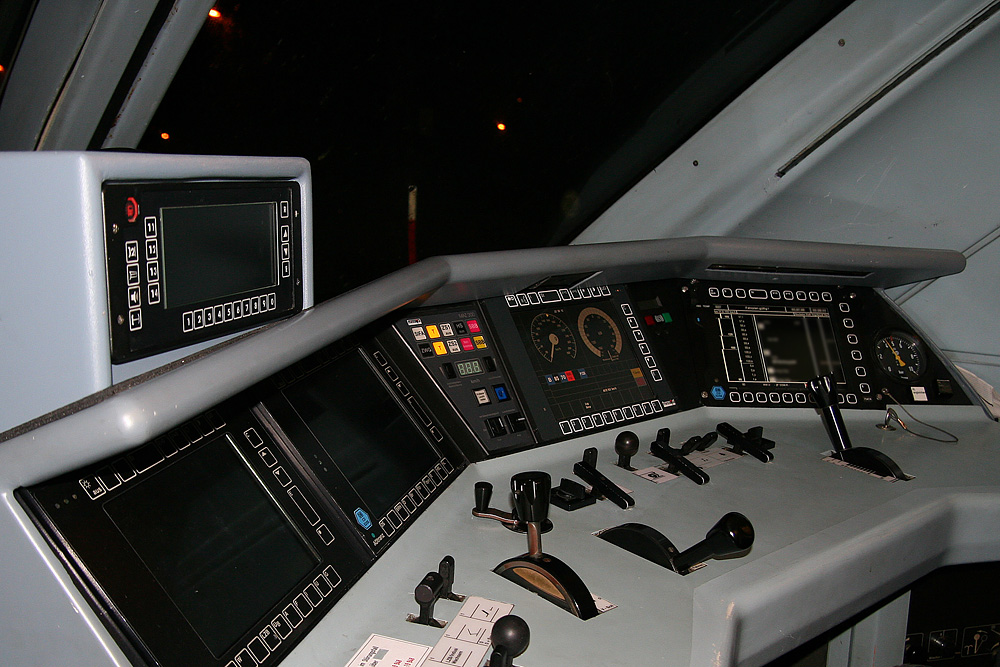
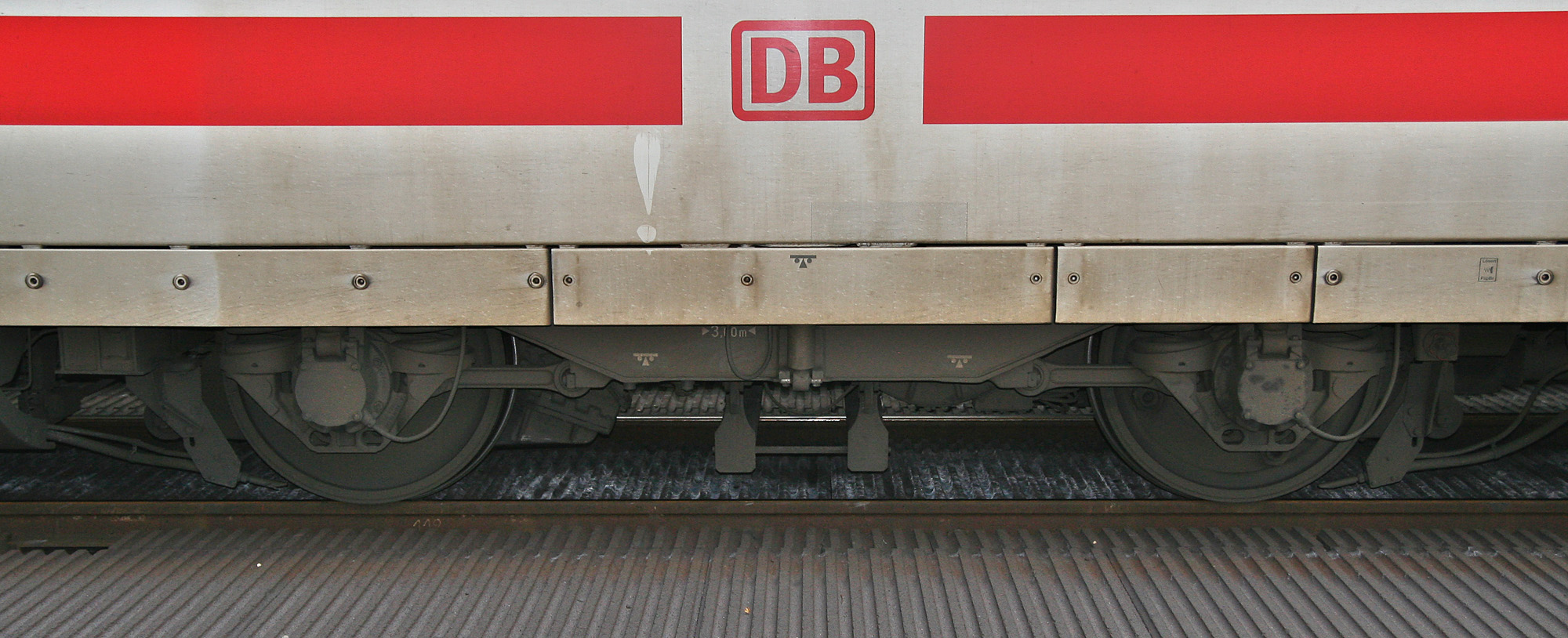
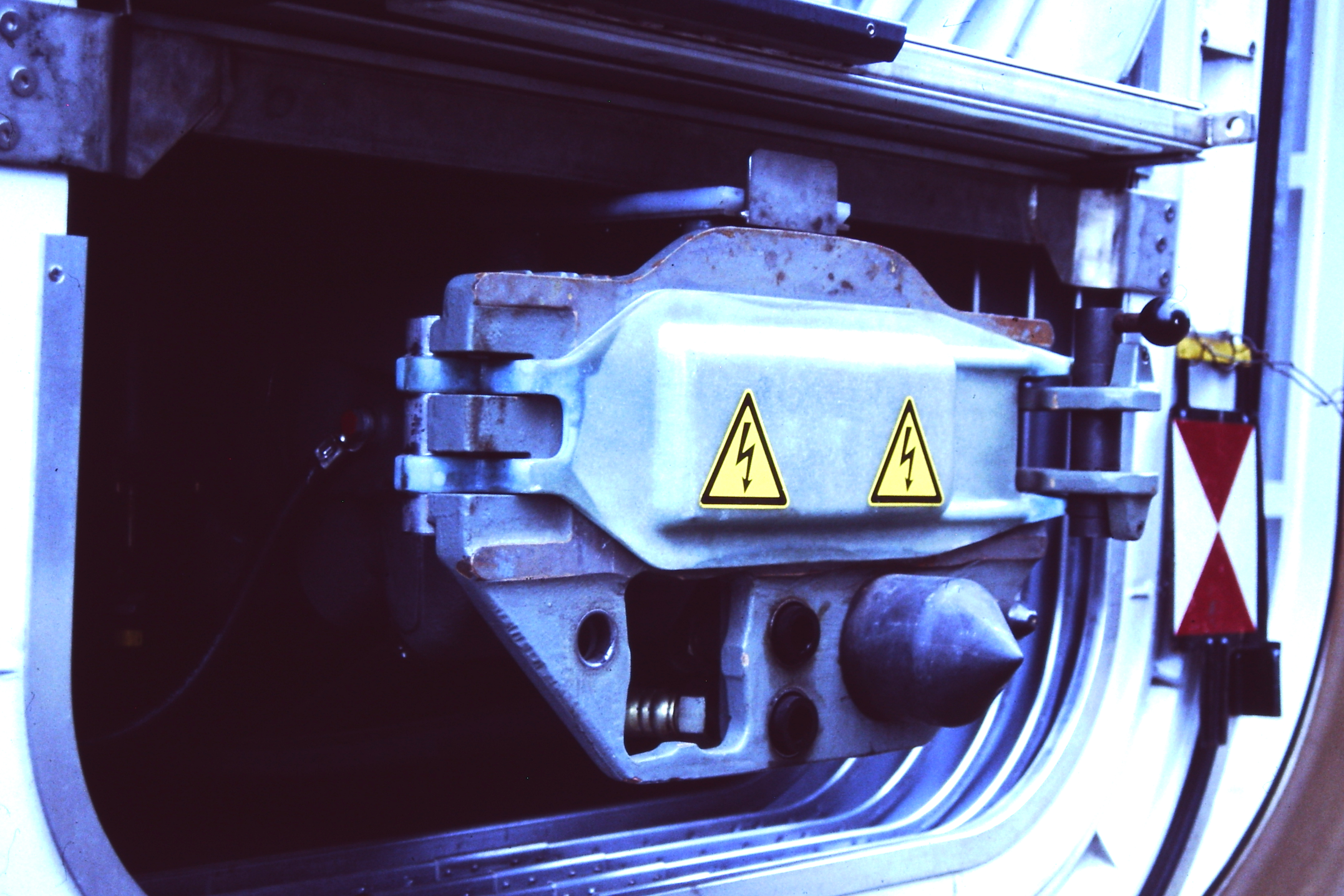
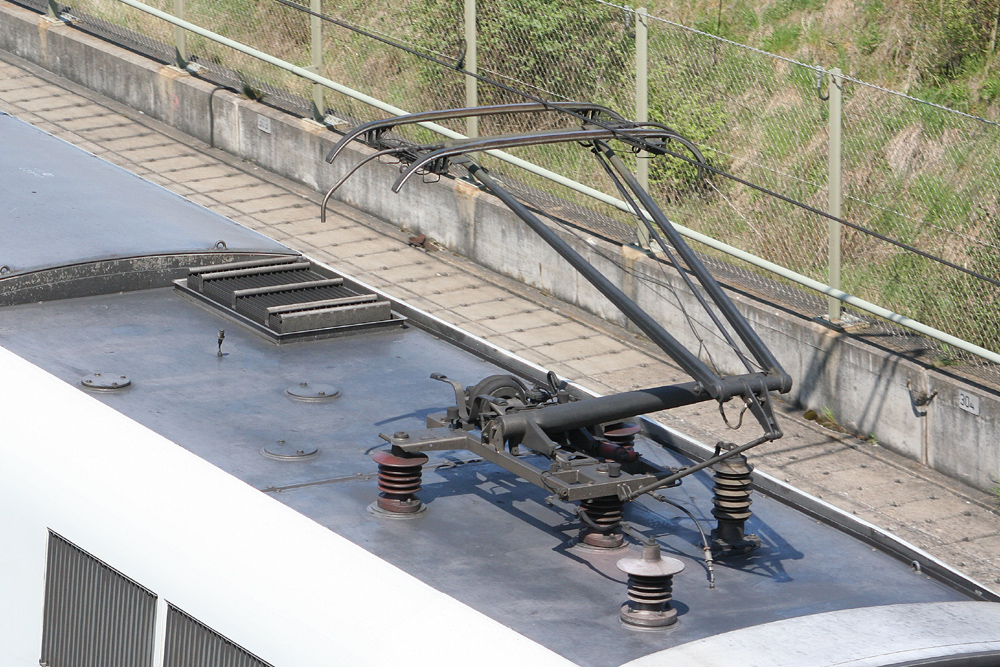

In dit overzicht staan eveneens treinen van de Deutsche Bundesbahn (DB) en van de Deutsche Reichsbahn (DR)